# Klimaatverdrag
Het Klimaatverdrag (Engels: United Nations Framework Convention on Climate Change, afgekort UNFCCC) is een zogenaamd raamverdrag dat in 1992 onder verantwoordelijkheid van de Verenigde Naties  werd gesloten en ondertekend tijdens de "Earth Summit" in Rio de Janeiro. Doel van het verdrag (ook: de conventie") is om de emissies van broeikasgassen te reduceren en daarmee ongewenste gevolgen van klimaatverandering te voorkomen.
Het klimaatverdrag trad in werking op 21 maart 1994. Sinds die tijd hebben bijna alle lidstaten van de Verenigde Naties het verdrag ondertekend en bekrachtigd (ratificatie). Anno 2023 hebben 198 landen het klimaatverdrag geratificeerd, waaronder België en Nederland (maar alleen voor het Europese deel van het Koninkrijk). Binnen het kader van het klimaatverdrag is in 1997 het Kyoto-protocol overeengekomen en in 2015, op de Klimaatconferentie van Parijs 2015 het Akkoord van Parijs.

## Doelstelling
In het Klimaatverdrag is een internationaal raamwerk gedefinieerd waarbinnen regeringen gezamenlijk acties kunnen ondernemen om de beproevingen van een veranderend klimaat op aarde te kunnen pareren. De verdragsluitende landen erkennen een internationale verantwoordelijkheid voor het klimaat en streven ernaar ongewenste beïnvloeding door menselijk handelen te voorkomen.
De concrete doelstelling van het verdrag is:
"het stabiliseren van de concentratie van broeikasgassen in de atmosfeer op een zodanig niveau, dat een gevaarlijke menselijke invloed op het klimaat wordt voorkomen".

## Partijen bij het klimaatverdrag

Verdragsluitende staten UNFCCC
Annex I staten
Annex I en II staten
Niet Annex I staten
Observerende staten

Partijen: Annexen, EU, OECD, EITs

De partijen bij het klimaatverdrag worden in het verdrag ingedeeld in twee groepen van landen:
- de geïndustrialiseerde landen als vermeld in Annex I bij het verdrag, ook wel "Annex I-landen" genoemd; de Annex I landen vallen, op het moment van opstelling van het verdrag, samen met de leden van de OESO, de Organisatie voor Economische Samenwerking en Ontwikkeling.
- de ontwikkelingslanden of niet-Annex I-landen: alle andere landen die het klimaatverdrag hebben geratificeerd.

### Annex I staten
De officiële Annex I staten hebben afspraken gemaakt om kwantitatieve verplichtingen aan te gaan onder het Klimaatverdrag. Zij hebben afgesproken de groei van hun uitstoot van broeikasgassen te verminderen. In 2000 moest de uitstoot zijn teruggedrongen tot het niveau van 1990. In 1997 hebben deze staten het zogenaamde Kyoto-protocol afgesproken, dat tot 2012 gold en waaraan al deze staten, behalve de Verenigde Staten zich committeerden. Bij afspraken over een vervolg (tot 2020) trok Canada zich terug. De afspraken over deze periode (het Doha amendement) is nog niet in werking getreden.
De Annex I staten zijn bovendien de verplichting aangegaan hun emissies jaarlijks aan het secretariaat van de UNFCCC te rapporteren. Door deze rapportages kunnen de partijen bij het klimaatverdrag de voortgang van de afspraken uit het verdrag en de daarbij behorende protocollen (Kyoto-protocol) volgen.

### Annex II staten
Binnen de Annex I staten heeft een aantal staten, de zogenaamde Annex II staten, zich verplicht financiële ondersteuning te verlenen aan de ontwikkelingslanden.

### Niet-Annex I staten
De verplichtingen voor alle andere partijen bij de conventie (de "niet-Annex I staten") zijn minder verregaand. Zij hoeven geen emissiereducties door te voeren.

## Organisatie

### Voorgeschiedenis
In 1972 bracht een internationale groep van zelfstandige ondernemers en onafhankelijke wetenschappers die zich de Club van Rome noemde, het rapport The Limits to Growth: a global challenge uit, Nederlandse vertaling: De grenzen aan de groei. Daarin werd een internationale uitputtingsproblematiek aan de orde gesteld. Het rapport kreeg wereldwijd aandacht en voerde tot discussie in allerleid kringen. In 1979 werd in Genève een eerste World Climate Conference bijeengeroepen door de Wereld Meteorologische Organisatie (WMO).  Aan deze bijeenkomst namen voornamelijk wetenschappers deel. Dit leidde onder meer die tot het opstellen van een World Climate Programme, en in 1988 tot de oprichting van het Intergovernmental Panel on Climate Change (IPCC). In 1990 werd, opnieuw in Genève, een tweede World Climate Conference gehouden, waar onder meer het eerste rapport van het IPCC werd besproken. Deze conferentie leidde tot de oprichting van het UNFCCC. In 2009 werd nog een derde conferentie gehouden, waar de nadruk lag op het verspreiden van adequate klimaatinformatie en -voorspellingen.

### Conferenties en vergaderingen
Alle verdragsluitende partijen komen geregeld samen, doorgaans jaarlijks. Omdat echter intussen niet alle landen alle verdragen en protocollen hebben ondertekend, zijn de bijeenkomsten statutair onderverdeeld in: 
- Conference of the Parties (COP), namelijk van de partijen die zijn toegetreden tot het klimaatverdrag van 1992
- Meeting of the Parties to the Kyoto Protocol (CMP, ook wel MOP): de partijen die zijn toegetreden tot het Kyoto-protocol
- Parties to the Paris Agreement (CMA): partijen die het Akkoord van Parijs hebben ondertekend.

In de praktijk vallen de conferenties samen (COP/CMP/CMA), en genieten de delegaties van landen die niet tot het ene of andere protocol zijn toegetreden, eventueel de status van waarnemer. Daarnaast komen tijdens de conferenties ook een aantal technische comités samen, die ook ieder een drieletterwoord en een volgnummer krijgen.

### Conferentie van Partijen
Het belangrijkste besluitvormende orgaan binnen het verdrag is de "Conferentie van Partijen" (Engels: Conference of Parties, COP), waarin alle partijen bij de conventie jaarlijks overleggen over de voortgang van het werk onder de conventie. De COP is verantwoordelijk voor het op stoom houden van de internationale activiteiten om de ongewenste gevolgen van klimaatverandering te voorkomen.
Een belangrijke taak van de COP is om de rapportages van de partijen over de voortgang van de implementatie van de gemaakte afspraken tegen het licht te houden. Het gaat daarbij om de zogenaamde "National Communications" en de jaarlijkse rapportages over de nationale broeikasgasemissies.
Inmiddels zijn er meer dan 20 Conferenties van de Partijen gehouden:
| Jaar | COP                  | Locatie                             | Resultaat |
| ---- | -------------------- | ----------------------------------- | --- |
| 1995 | COP-1                | Berlijn, Duitsland                  | COP1 kwam tot de conclusie dat de afspraken, gemaakt bij het Klimaatverdrag van 1992 "onvoldoende" waren. Het Berlin Mandate legde de grondslag voor het Kyoto-protocol. |
| 1996 | COP-2                | Genève, Zwitserland                 | Acceptatie van de wetenschappelijke basis op grond van het tweede rapport van IPCC. |
| 1997 | COP-3                | Kyoto, Japan                        | Kyoto-protocol. |
| 1998 | COP-4                | Buenos Aires, Argentinië            | De partijen kwamen een tweejarig actieprogramma overeen om de Kyoto-overeenkomst verder uit te werken. |
| 1999 | COP-5                | Bonn, Duitsland                     | Weinig concreet resultaat. |
| 2000 | COP-6                | Den Haag, Nederland                 | Een zeer ingewikkeld onderhandelingsproces, onder leiding van Jan Pronk, minister VROM, leidde niet tot resultaat tijdens de COP in Den Haag. Een half jaar later werd de vergadering voortgezet in Bonn (COP 6-2), waarbij wél concrete afspraken werden gemaakt over een verdere technische invulling van het Kyoto-protocol. |
| 2001 | COP-7                | Marrakesh, Marokko                  | Hier werd het actieplan uit COP-4 (Buenos Aires) voltooid en werden de zogenaamde "Marakech accords" aangenomen. |
| 2002 | COP-8                | New Delhi, India                    | De Delhi Ministerial Declaration riep de geïndustrialiseerde landen op om technologie over te dragen naar de ontwikkelingslanden, en de impact van de klimaatverandering op deze landen te verminderen. Het Kyoto-protocol is nog niet van kracht door de aarzeling van Rusland (de VS en Australië hadden evenmin geratificeerd). |
| 2003 | COP-9                | Milaan, Italië                      | Het Klimaatfonds (Adaptation Fund) uit 2001 (COP7) moet vooral dienen voor aanpassing in de ontwikkelingslanden, en voor technologietransfer. Bespreking van de eerste nationale rapporten van 110 niet-Annex I landen. |
| 2004 | COP-10               | Buenos Aires, Argentinië            | Bespreking van de vooruitgang sinds COP1. Het Actieplan van Buenos Aires wordt goedgekeurd. Overleg inzake het post-Kyoto-mechanisme (na 2012). |
| 2005 | COP-11 en COP/MOP-1  | Montreal, Canada                    | Inmiddels was het Kyoto-protocol in werking getreden. Daarom vond tegelijkertijd met COP-11 de eerste vergadering van de partijen bij het Kyoto-protocol, COP/MOP-1 plaats, de "Conference of Parties, serving as the Meeting of the Parties to the Kyoto-protocol, het hoogste gezagsorgaan binnen het Kyoto-protocol. Het werd de grootste klimaatconferentie sedert Kyoto, met ongeveer 10.000 deelnemers. Grote zakelijke belangstelling vanwege het pan-Europese emissiehandelssysteem en het Clean Development Mechanism. |
| 2006 | COP-12 en COP/MOP-2  | Nairobi, Kenia                      | Overeenstemming over een vijfjarenplan ontwikkelingslanden en over modaliteiten voor het Klimaatfonds, maar geen afspraken over substantiële vermindering van de uitstoot. “Er is een kloof tussen het politieke proces en de wetenschappelijke vereisten van de klimaatverandering”. |
| 2007 | COP-13 en COP/MOP-3  | Bali, Indonesië                     | Overeenstemming over een tijdschema en gestructureerde onderhandelingen over het kader na 2012 (einde van de eerste verbintenisperiode van het Protocol van Kyoto): het Actieplan van Bali. |
| 2008 | COP-14 en COP/MOP-4  | Poznan, Polen                       | Overeenstemming over een fonds om de armste landen te helpen bij klimaatverandering, en een mechanisme voor bosbescherming. Voorts lag de focus vooral bij een opvolger van het Kyoto-protocol. |
| 2009 | COP-15 en COP/MOP-5  | Kopenhagen, Denemarken              | Voor het eerst zeggen alle regeringsleiders hun uitstoot te beperken. Doordat er geen legaal bindend akkoord uitkwam, wordt deze COP vaak als een mislukking beschouwd. |
| 2010 | COP-16 en COP/MOP-6  | Cancún, Mexico                      | Geen wettelijke bepalingen, wel bescheiden afspraken. |
| 2011 | COP-17 en COP/MOP-7  | Durban, Zuid-Afrika                 | Er werd afgesproken dat er in 2015 een legaal bindend akkoord met alle landen van de VN moet worden gesloten. |
| 2012 | COP-18 en COP/MOP-8  | Doha, Qatar                         | Verlenging van het Kyoto-protocol tot 2020. Oorspronkelijk zou het Kyoto-protocol in 2012 zijn afgelopen. |
| 2013 | COP-19 en COP/MOP-9  | Warschau, Polen                     | Akkoord voor het verminderen van de uitstoot, zo spoedig mogelijk, maar liefst begin 2015. Het Warschau-mechanisme werd ook voorgesteld. |
| 2014 | COP-20 en COP/MOP-10 | Lima, Peru                          | Voorbereidingen op COP21 waarin een plan van aanpak werd vastgesteld. Alle landen moeten hun voorgenomen emissiereducties publiceren voor maart 2015. |
| 2015 | COP-21 en COP/MOP-11 | Parijs, Frankrijk                   | Vaststelling van het Akkoord van Parijs, waarin alle landen emissiereductie doelen moeten stellen, die steeds strikter worden. |
| 2016 | COP-22 en COP/MOP-12 | Marrakesh, Marokko                  | Marrakech Action Proclamation, een oproep om een sterke politieke wil te tonen op het stuk van klimaatverandering. Concrete toepassing van Akkoord van Parijs. |
| 2017 | COP-23 en COP/MOP-13 | Bonn, Duitsland                     | De conferentie werd gehouden in Bonn, 6-17 november 2017, onder voorzitterschap van Fiji. |
| 2018 | COP-24 en COP/MOP-14 | Katowice, Polen                     | De VN-conferentie werd gehouden in Katowice (Polen), van 3 tot 15 december 2018, onder voorzitterschap van Polen. |
| 2019 | COP-25 en COP/MOP-15 | Madrid (stad)                       | Deze VN-conferentie, aanvankelijk gepland in Brazilië, daarna verplaatst naar Santiago (Chili), werd van 2 tot 13 december 2019 georganiseerd in Madrid (Spanje). |
| 2021 | COP-26 en COP/MOP-16 | Glasgow, Verenigd Koninkrijk        | Deze VN-conferentie vond plaats in Glasgow (Schotland, Verenigd Koninkrijk), in samenwerking met Italië, en liep van 31 oktober tot 13 november 2021. |
| 2022 | COP-27 en COP/MOP-17 | Sharm-el-Sheikh, Egypte             | Deze VN-conferentie is gepland in Sharm-el-Sheikh, Egypte, en is gepland van 6 november tot 18 november 2022. |
| 2023 | COP-28 en COM/MOP-18 | Dubai, Verenigde Arabische Emiraten | Deze VN-conferentie vond plaats in Dubai, Verenigde Arabische Emiraten, van 30 november tot 6 december 2023. |
| 2024 | COP-29 en COM/MOP-19 | Bakoe, Azerbeidzjan                 | Deze VN-conferentie vindt plaats in Bakoe, Azerbeidzjan, van 11 tot en met 22 november 2024. |

### Subsidiary Bodies
Binnen de conventie zijn twee "subsidiary bodies" ingesteld die de COP adviseren over 
- de implementatie van de afspraken binnen conventie (Subsidiary Body for Implementation: SBI);
- technische en wetenschappelijke aspecten (Subsidiary Body for Scientific and Technological Advice: SBSTA).

SBI en SBSTA komen tweemaal per jaar bij elkaar, waarvan één keer tegelijkertijd met de COP.

### Secretariaat
Het secretariaat van het klimaatverdrag is gevestigd in Bonn. Het secretariaat biedt organisatorische ondersteuning aan alle processen binnen het klimaatverdrag en zorgt voor beschikbaarheid van alle informatie rondom de conventie.

## Emissierapportages

### Rapportage
De Annex I-landen moeten jaarlijks hun emissies van broeikasgassen, via het secretariaat, rapporteren aan de Conference of Parties. Deze emissierapportages moeten aan exact omschreven randvoorwaarden voldoen:
- Zij moeten binnen iets meer dan 15 maanden na afloop van het jaar waarover wordt gerapporteerd worden ingeleverd: 15 april van het jaar (N+2) voor de gegevens over jaar N.
- De rapportage bestaat uit twee delen:
  - Een reeks tabellen in een voorgeschreven opmaak, het zogenaamde Common Reporting Format of CRF
  - Een National Inventory Report of NIR, waarin de schattingsmethoden en de gebruikte gegevens worden toegelicht
- De rapportage moet worden gemaakt met behulp van de betreffende richtlijnen van IPCC

### Beoordeling
Nadat landen hun rapportages hebben ingeleverd, vindt er een beoordeling daarvan plaats door een groep van onafhankelijke experts.